# Ypsilopus
Ypsilopus é um género botânico pertencente à família das orquídeas (Orchidaceae).

## Espécies
1. Ypsilopus erectus (P.J.Cribb) P.J.Cribb & J.Stewart, Kew Bull. 40: 417 (1985)
2. Ypsilopus leedalii P.J.Cribb, Kew Bull. 40: 417 (1985)
3. Ypsilopus liae Del Prete & J.-P.Lebel, Taxonomania 2: 8 (2001)
4. Ypsilopus longifolius (Kraenzl.) Summerh., Kew Bull. 4: 440 (1949)
5. Ypsilopus viridiflorus P.J.Cribb & J.Stewart, Kew Bull. 40: 417 (1985)